# Pays de Tronçais
Pays de Tronçais is een streek in het Franse departement Allier in Auvergne. De streek bestaat uit 16 gemeenten, alle gelegen rond het bos Forêt de Tronçais. 
Het Pays de Tronçais staat bekend om zijn dierenrijke bos (reeën, herten, everzwijnen) en zijn talrijke vijvers, waar aan surfen, kajakken en andere watersporten wordt gedaan. 
De hoofdplaats van deze streek is Cérilly.

## Gemeenten
- 1. Ainay-le-Château
- 2. Braize
- 3. Cérilly
- 4. Couleuvre
- 5. Hérisson
- 6. Isle-et-Bardais
- 7. Le Brethon
- 8. Le Vilhain
- 9. Lételon
- 10. Meaulne
- 11. Saint-Bonnet-Tronçais
- 12. Saint-Caprais
- 13. Theneuille
- 14. Urçay
- 15. Valigny
- 16. Vitray